# 土砂災害防止月間
土砂災害防止月間（どしゃさいがいぼうしげっかん）とは、土砂災害防止に関する日本国民の理解と関心を深めるため、防災知識の普及、警戒避難体制の整備等に関する各種運動を実施することにより、土砂災害による人命、財産を守ることを目的とした月間。
1982年（昭和57年）発生の昭和五十七年七月豪雨を契機として建設省（現：国土交通省）が1983年（昭和58年）に制定。毎年6月1日～6月30日。これは土砂災害が発生しやすくなる梅雨時を目前にして啓発活動を実施するためである。
期間中は各地で地域住民への広報活動や危険区域の点検、警戒避難訓練などが実施される。